# Saison 3 de Rick et Morty
Chronologie
Saison 2 Saison 4
La troisième saison de Rick et Morty est diffusée pour la première fois aux États-Unis sur Adult Swim entre le 1er avril et le 1er octobre 2017. En France, elle est diffusée à partir du 5 novembre 2017 sur Netflix. Le premier épisode, L'Évadé de Rick-catraz, est diffusé le 1er avril 2017 comme faisant partie des célébrations du poisson d'avril par la chaîne Adult Swim. En raison des retards de productions, les épisodes suivants sont diffusés chaque semaine près de quatre mois plus tard, le 30 juillet 2017. La saison comprend dix épisodes, sur les quatorze prévus initialement, et sa diffusion originale se termine le 1er octobre 2017.
La série continuant de suivre les aventures des membres de la famille Smith, le premier épisode reprend là où le dernier de la saison précédente s'est arrêtée. Lorsque Jerry demande à Beth de choisir entre lui et Rick, la solidité de leur mariage est mise à l’épreuve. Jerry est confronté à la perte de sa famille, tandis que Beth retrouve son indépendance. Morty et Summer gèrent la séparation de leurs parents en cherchant à prendre le contrôle de leur vie. Le mode de vie nihiliste de Rick l'empêche de tisser des liens avec sa famille, restant incapable de changer son comportement autodestructeur.
La troisième saison de Rick et Morty enregistre les meilleures audiences de l'histoire d'Adult Swim et est la série comique la plus regardée par les millennials à la télévision. La saison reçoit des critiques largement positives, de nombreuses soulignant l'importance accordée au développement des personnages. Elle reçoit également un certain nombre de prix et nominations, notamment le Critics' Choice Television Award de la meilleure série télévisée d'animation, et le premier Emmy Award de la série pour l'épisode Rick-ornichon, dans la catégorie du meilleur programme d'animation.

## Production

### Renouvellement et renforcement de l'équipe

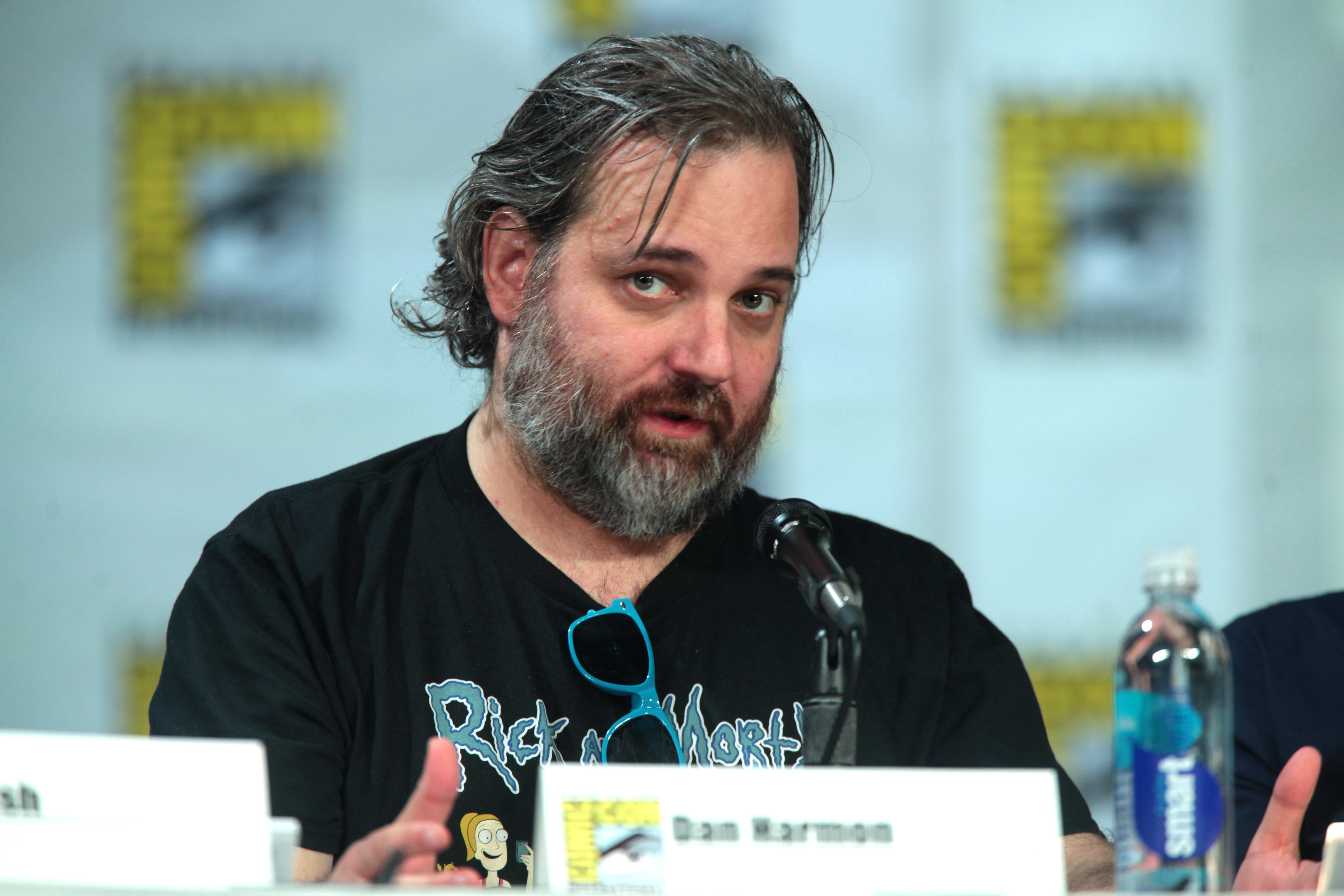
Dan Harmon, le co-créateur de Rick et Morty.

Le 12 août 2015 Adult Swim annonce le renouvellement de Rick et Morty pour une troisième saison, peu de temps après la diffusion du premier épisode de la deuxième saison. Parlant de son renouvellement, les deux co-créateurs et producteurs délégués expriment leur plaisir à voir leur série être si populaire. Dan Harmon déclare que « c'est un honneur de voir Rick et Morty rejoindre le club privé des séries comptant plus de dix-neuf épisodes », et Justin Roiland ajoute « Je suis époustouflé par le succès immédiat de Rick et Morty. J'ai hâte de poursuivre leurs aventures ! ».
Dans une interview d'octobre 2015 pour The Hollywood Reporter, Justin Roiland révèle que l'équipe de production a reçu de nombreux scripts de la part de scénaristes féminines pour la prochaine saison, ce qui n'était jamais arrivé auparavant. Il déclare à ce propos : « Nous sommes passé d'aucune candidate féminine pour des scénarios spéculatifs à cinq ou six, il est donc très probable que la troisième saison aura, une voire deux femmes dans ses rangs ». Finalement, ce sont quatre femmes qui rejoignent la série, et, en excluant les co-créateurs de la série, l'équipe de scénaristes de la troisième saison est équilibré entre les genres.
L'équipe d'écriture est constituée de onze scénaristes, qui écrivent et réécrivent collectivement chaque épisode. Dan Harmon explique que les idées sont mélangées et affinées au fur et à mesure de la procédure d'écriture et que le nom du scénariste qui apparaît au générique d'un épisode et généralement celui de la personne qui a été chargée de préparer le résumé de l'épisode. Sarah Carbiener, une des nouvelles scénaristes, déclare avoir appris beaucoup de choses de son expérience en tant que membre de l’équipe d'écriture. Elle explique qu'une histoire qui, pour d'autres séries, aurait pris un épisode entier, ne pouvait durer que quelques minutes dans Rick et Morty. L'équipe doit donc écrire un grande quantité d'histoires en très peu de temps.

### Retards et conclusion
Le travail d'écriture débute le 2 novembre 2015 et le premier épisode est enregistré le 18 février 2016,. En juillet 2016, déjà en retard sur le calendrier, l'équipe de production admet que le succès de la série a accru la pression pour répondre aux attentes des téléspectateurs. La liberté créative offerte par Adult Swim implique d'assumer la responsabilité de la qualité du produit, et comme la barre est plus haute, le travail devient plus difficile, des améliorations sont constamment recherchées, ce qui entraîne souvent des retards. Dan Harmon déclare à la presse réunie au San Diego Comic-Con de 2016 qu'« il ne s'agit pas d'un perfectionnisme dans fin, car vous savez que lorsque quelque chose clique enfin, vous vous dites "c'est un bon épisode de télévision" ». Il ajoute que les animateurs subissent la plus grande partie des retards de calendrier, car ils sont obligés de travaille le week-end pour faire face à la charge de travail exigeante.
En septembre 2016, l'équipe de scénariste a terminé l'écriture des nouveaux épisodes et attend le retour de Bardel Entertainment, le studio d'animation canadien de Rick et Morty, pour des projections en interne. Une fois que les animatiques, version vidéo enregistrées du storyboard dessiné à la main avec des mouvements très limités, de chaque épisodes sont réalisées et que l'équipe de production a prévisualisé l'animation, des passages supplémentaires peuvent être ajoutés au script. Lors d'une interview pour The Detroit Cast, le scénariste Ryan Ridley révèle que le travail d'écriture de la troisième saison était terminé en novembre 2016, remarquant qu'une saison de Rick et Morty met longtemps à être écrite et animée.
En février 2017, Dan Harmon annonce dans son podcast Harmontown, que le travail d'animation de la saison est en cours, après une longue période d'écriture. À peu près en même temps, le superviseur de la production de Bardel Entertainment, Mark Van Ee, confirme que « tout est en bonne voie ». En juin 2017, lorsque la production de la saison est terminée, Dan Harmon écrit une séries de publications sur Twitter, dans lesquels il réfute les rapports selon lesquels ses désaccords avec Justin Roiland seraient la principale case du retard, et explique que le processus d'écriture a pris plus de temps que prévu à cause de son perfectionnisme. Quelques années plus tard, il a toutefois été révélé que l'incapacité de Justin Roiland à se concentrer sur ses tâches d'écriture, ainsi que la création de distractions dans la salle d'écriture, ont également entraîné divers retards, provoquant de nombreuses tensions entre lui et Dan Harmon, ce qui a forcé l'équipe de production à faire appel à un médiateur pour sauver leur partenariat. En conséquence, la troisième saison de Rick et Morty ne compte que dix épisodes, contre les quatorze prévus initialement.

## Accueil

### Audiences
La troisième saison de Rick et Morty se termine avec un nombre global de téléspectateurs en hausse de 81 % par rapport à la saison précédente ce qui permet à Adult Swim d'enregistrer les audiences les plus élevées de son histoire,. Selon les données de Live+7 couvrant la période de décembre 2016 à septembre 2017, Rick et Morty et la série est la plus populaire au près des 18-34 ans aux États-Unis. Ce système de données suit l'audience en direct, le streaming et le visionnage à la demande sur une période initiale d'une semaine et fournit une image plus précise du visionnage différé par rapport aux audiences de la diffusion télévisée originale. Étant donné que les épisodes de cette troisième saison étaient initialement diffusés à 23 h 30 le dimanche, il est très probable que les gens les aient regardés à la demande le lendemain ou plusieurs jours plus tard.
Christina Miller, la présidente d'Adult Swim, explique au magazine Fortune que la série Rick et Morty « va au-delà du simple fait d'attirer la génération Y », car les chiffres suggèrent que des personnes de tous âges la regardent. Le deuxième épisode de la saison, diffusé près de quatre mois après le premier qui n'avait pas été annoncé, est l'épisode le plus regardé de la saison et de la série avec 2,86 millions de téléspectateurs, et le deuxième meilleur épisode de tout le câble pour sa journée de diffusion, juste derrière l'épisode hebdomadaire de Game of Thrones. Le dernier épisode de la saison est regardé par 2,6 millions de téléspectateurs en direct le jour-même ce qui en fait l'émission le plus regardée de la journée, tous âges confondus.

### Réception critique
Sur Rotten Tomatoes la saison obtient une note de 96 % basée sur 175 critiques, avec une moyenne de 8,95 sur 10. Le consensus du site se lit ainsi : « Rick et Morty plongent dans des dilemmes cosmiques nouveaux et encore plus farfelus dans une troisième saison qui interroge les liens familiaux, l'amour et le nihilisme, traitant tous ces sujets existentiels avec l'esprit acéré qui caractérise la série ».
Jesse Schedenn du site IGN décrit cette troisième saison comme plus sombre et plus imprévisible que les deux premières, saluant sa narration de haut niveau et le développement de ses personnages. Il donne à la saison la note de 8,8 sur 10, affirmant qu'elle « n'a pas tout-à-fait atteint les sommets de la saison 2, mais c'est la saison la plus divertissante et la plus ambitieuse de la série à ce jour ». Similairement, Corey Plante d'Inverse déclare que Rick et Morty ont réussi à être à la fois sombres et drôles dans cette troisième saison.
Zack Handlen du A.V. Club convient qu'il s'agit de la plus sombre saison de Rick et Morty, même s'il note que les téléspectateurs sont devenus insensibles à la violence de la série. Il déclare : « Au cours des saisons précédentes, la série a su trouver un équilibre entre autodérision et joie sincère dans des scénarios absurdes. Cette joie est toujours présente, plus ou moins, mais elle est teintée d'une amertume de plus en plus difficile à ignorer ». Mike Cosimano du Comics Gaming Magazine ne pense pas que la troisième saison soit sombre, il dit qu'elle utilise des « coups de poing bon marché pour susciter cette sensation ». Il ajoute que trop d'épisode de la saison sont faibles, la série se concentrant uniquement sur le développement des personnages dans sa première moitié, ce qui donne lieu à une saison inégale. Il qualifie la saison de décevante et lui attribue la note de 6,5 sur 10.
Kayla Cobb du Decider se concentre sur le dynamisme incarné par Beth et Summer, alors qu'elles brisent les conventions stéréotypées des deux premières saisons. Elle ajoute que c’est « la première fois que Rick et Morty remettent vraiment les rênes à leurs héroïnes et c'est un plaisir horrible ». Julia Alexander de Polygon considère que le conflit philosophique entre le réalisme nihiliste et la vie dans la béatitude ignorante constitue le thème principal de la saison, notant que « après une saison introspective construite sur l'importance de la réalisation de soi, la troisième saison de Rick et Morty se termine sur une réinitialisation totale », avec Beth et les enfants retrouvant Jerry dans le dernier épisode, alors qu'ils recherchent du réconfort dans l'évasion et ignorent les réalités de leur vie. Zack Handlen considère le retour de Jerry comme un anti-acmé et un « correctif nécessaire à un arc qui risquait de dérailler complètement ». Il est sceptique quant à la déclaration de Beth dans l'épisode final, selon laquelle à partir de ce moment, les choses seraient à nouveau comme dans la première saison, affirmant que « le problème en allant aussi loin que la troisième saison, c'est que les ponts restent coupés ».

### Réactions du public
Dans une interview pour The Hollywood Reporter, les scénaristes Jane Becker, Sarah Carbiener et Jessica Gao répondent aux commentaires négatifs concernant leur implication dans l'écriture de la troisième saison de Rick et Morty, rappelant un message sur Reddit les qualifiant de « guerrières de la justice sociale que Dan [Harmon] a dû embaucher ». Jessica Gao déclare : « Les gens qui disent que [l'embauche de scénariste devrait être une méritocratie] n'ont jamais réfléchi à ce que cela signifie réellement et à l'origine de cette méritocratie ».
À la suite de la sortie de l'épisode Rick-ornichon, l'un des épisodes les mieux notés, un certain nombre de fans participent à une campagne de harcèlement en ligne ciblant les femmes scénaristes de la série, en particulier Jane Becker et Jessica Gao, estimant qu'elles « ruinent la série ». Ces scénaristes ont reçu des menaces de viol et meurtre sur Twitter, et leurs informations personnelles ont été publiées en ligne. Dans une interview pour Entertainment Weekly, Dan Harmon confronte les troll en disant : « Je trouve cela dégoûtant. Ces imbéciles veulent protéger le contenu qu'ils pensent posséder et combinent cela avec leur besoin d'être fiers de quelque chose qu'ils possèdent, souvent seulement leur origine ethnique ou leur genre »..

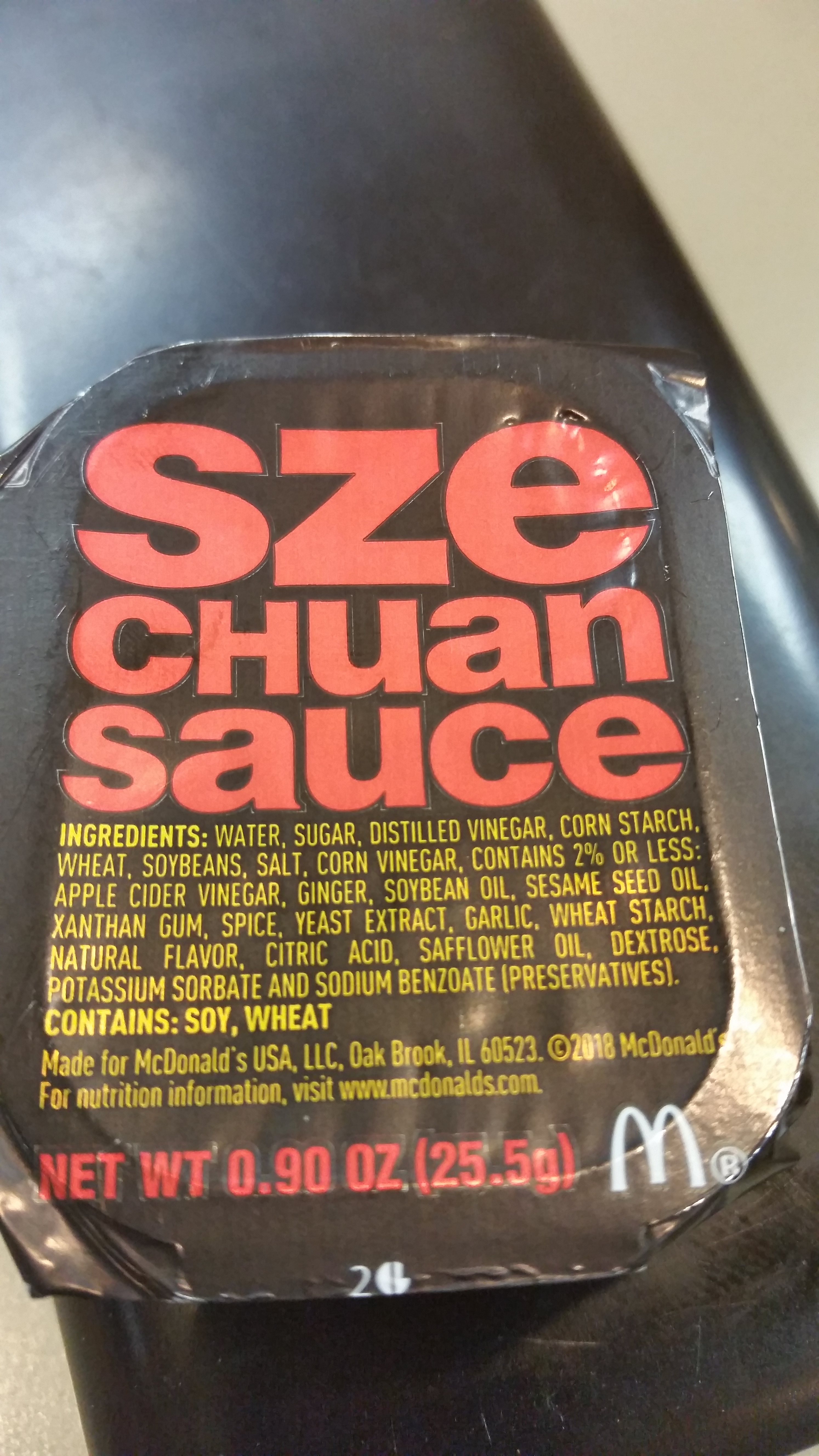
Un pot de sauce sichuan.

La chaîne McDonald's a déclenché une grande attention en ligne lorsqu'ils ont cessé la production de sauce sichuan à la quelle la première saison de Rick et Morty fait référence. Des mèmes sont rapidement diffusés sur Reddit et Twitter, et plus de 40 000 personnes signent une pétition sur Change.org, demandant le retour de la sauce, alors qu'une vente sur eBay d'une de ces sauces teriyakis vieille de vingt ans se termine à 14 700 $,,. Le 7 octobre 2017 McDonald's ressort une quantité limitée de cette sauce, sans explicitement mentionner que la série Rick et Morty est la raison de ce retour. De nombreux fans attendent des heures dans de longues files d'attente, mais tous ne sont pas servis, les fast-foods étant en rupture de stock. Ce fiasco suscite des réactions furieuses de la part de fans déçus, certains allant même jusqu'à maltraitrer des employés de l'entreprise.
À la suite de ces événements, la base de fans de Rick et Morty reçoit une mauvaise réputation, James Grebey d'Inverse notant : « Rick et Morty est une bonne série, mais elle se fait rapidement une réputation (à juste titre) d'avoir une base de fans vraiment très médiocre. Même le co-créateur de la série, Dan harmon, déteste une partie de ses fans misogynes ». Cameron Williams de Junkee attribue ce « comportement toxique » à la montée d'un type agressif de fans prétentieux au cours des dernières décennies. Il analyse la motivation de ces personnes en écrivant : « C'est difficile de se sentir unique lorsqu'on est un visage parmi des millions de personnes. Beaucoup de fans malhonnêtes cherchent un prétexte pour se sentir opprimés et se démarquer du reste du public ».
Emily Gaudette de Newsweek déclare qu'avec son succès croissant la série a conquis une multitude de fans en ligne qui ont créé des groupes comme ceux qui se qualifient eux-mêmes de « Real Ricks », qui s'identifient au personnages principal de la série et considèrent que la haute intelligence est une excuse pour maltraiter les autres. Elle souligne que ces groupes ne représentent pas la majeure partie de la base de fans de Rick et Morty, mais qu'ils « ont tendance à sucer tout l'oxygène de l'espace virtuel ». Le co-créateur de la série, Justin Roiland, déclare sur son compte Twitter qu’il voit plus de bien que de mal dans la base de fans de la série et qu'il choisit de se concentrer sur ces personnes-là.

### Récompenses et nominations
Entre 2017 et 2018, Rick et Morty reçoit un total de huit nominations pour cette troisième saison. Parmi celles-ci, la saison remporte un IGN Award et un Critics' Choice Television Award, tous les deux dans la catégorie de la meilleure série animée,. De plus, l'épisode Rick-ornichon reçoit trois nominations et remporte un l'Emmy Award du meilleur programme d'animation et l'Annie Award de la meilleure production télévisée d'animation,. Avec deux nominations, Contes de la Citadelle est un autre épisode de cette saison à être récompensé, ses scénaristes, Ryan Ridley et Dan Guterman, remportant l'Annie Award du meilleur scénario pour une production télévisée d'animation.
Au niveau des acteurs, Justin Roiland reçoit l'IGN Award de la meilleure performance comique télévisée et Christian Slater est nommé aux BTVA Voice Acting Awards dans la catégorie du meilleur acteur de voix dans une série télévisée pour un rôle invité pour sa performance dans l'épisode Revancheurs 3 : Finisseurdemondes le retour,.
La saison est également nommée à deux reprises aux Teen Choice Awards dans la catégorie de la meilleure série télévisée d'animation mais le prix a été octroyé aux Griffin et à Miraculous : Les Aventures de Ladybug et Chat Noir,. La série est également nommée aux Golden Reel Awards et aux Saturn Awards, respectivement dans les catégories du meilleur montage son pour un programme court d'animation et de la meilleure série télévisée d'animation,.

## Épisodes
| No. | #  | Titre                                                                               | Réalisation     | Scénario                                                                               | Date de diffusion | Date de diffusion | Audience |
| --- | -- | ----------------------------------------------------------------------------------- | --------------- | -------------------------------------------------------------------------------------- | ----------------- | ----------------- | -------- |
| 22 | 1  | L'Évadé de Rick-catraz The Rickshank Redemption                                     | Juan Meza-León  | Mike McMahan                                                                           | 1er avril 2017    | 5 novembre 2017   | 0,68     |
| Dans une prison fédérale galactique, Rick est soumis à un interrogatoire via une liaison entre son cerveau et un ordinateur. Summer et Morty tentent de le secourir, mais ils sont capturés par les membres de l'équipe des SEAL Ricks, qui les emmènent à la Citadelle des Ricks et décident d'assassiner Rick. Pendant ce temps dans la prison, Rick échange à plusieurs reprises son corps avec celui des agents fédéraux et de ses prétendus assassins afin d'atteindre la salle de téléportation de la Citadelle des Ricks. Il téléporte ensuite l'entièreté de la Citadelle dans la prison fédérale, déclenchant une grande bataille. Dans la confusion, Rick sauve Morty et Summer et utilise l'ordinateur central de la Fédération Galactique pour totalement dévaluer sa monnaie. Cela provoque l'effondrement de la Fédération et son départ de la Terre. Rick, Morty et Summer rentrent chez eux, où Jerry lance un ultimatum à Beth : choisir entre lui et Rick. Beth choisit son père et le couple décide de divorcer. Rick révèle alors à Morty que son arrière-pensée était de devenir son influence masculine de facto et de se venger de Jerry qui menaçait de le dénoncer aux autorités. Cela finit en un monologue dans lequel Rick exprime le désir de trouver plus de sauce sichuanaise de McDonald's, un produit promotionnel pour le film Mulan qui a été abandonné. |    |                                                                                     |                 |                                                                                        |                   |                   |          |
| 23 | 2  | À la Rick-suite du diamant vert Rickmancing the Stone                               | Dominic Polcino | Jane Becker                                                                            | 30 juillet 2017   | 12 novembre 2017  | 2,86     |
| Rick emmène Morty et Summer sur une Terre post-apocalyptique, où ils sont poursuivis par une groupe de pillards, les Traqueurs de la Mort. Rick remarque que le groupe transporte une pierre précieuse d'isotope 322. Avec les enfants ils décident d'intégrer ce groupe dans l'espoir de voler la pierre. Summer tombe amoureuse du chef des Traqueurs, tandis que Morty reçoit la force d'un bras géant, ce qui le mène à la recherche du meurtrier de son ancien propriétaire. Rick part et remplace les enfants par des androïdes pour tromper Beth. À son retour, il aide les Traqueurs de la Mort à utiliser l'isotope pour devenir une civilisation plus avancée. Summer n'apprécie pas la façon dont ce changement affaiblit les Traqueurs de la Mort et décide de suivre Rick et Morty chez eux. Avant de partir, Rick vole l'isotope. Cette expérience aide les enfants à surmonter le divorce de leurs parents. Summer se réconcilie avec Jerry, et Mort réalise qu'il doit vivre sa propre vie. |    |                                                                                     |                 |                                                                                        |                   |                   |          |
| 24 | 3  | Rick-ornichon Pickle Rick                                                           | Anthony Chun    | Jessica Gao                                                                            | 6 août 2017       | 19 novembre 2017  | 2,31     |
| Pour échapper à une thérapie familiale organisée par l'école, Rick se transforme en cornichon. Beth prend le sérum qui pourrait inverser sa transformation. Livré à lui-même, Rick finit par rouler dans un égout à ciel ouvert, où il parvient à manipuler le système nerveux de cafards et de rats morts pour se construire un exosquelette mobile, équipé d'armes telles que des rasoirs et des perceuses. Il s'échappe involontairement dans une agence gouvernementale étrangère. Les gardes tentent de le tuer, sur ordre de leur directeur, mais Rick les tue tous. Ce faisant, Rick combat et finit par se lier d'amitié avec un prisonnier nommé Jaguar. Au bord de la mort et ayant besoin du sérum, Rick est contraint d'assister à la séance de thérapie qui touche à sa fin. Le Dr Wong pose son diagnostic : Rick noue des relations qui punissent les émotions et la vulnérabilité. Sur le chemin du retour, Rick s'excuse auprès de Beth de l'avoir trompée et utilise le sérum pour reprendre forme humaine. Morty et Summer souhaitent continuer à voir le Dr Wong, mais Rick et Beth ne sont pas de cet avis. |    |                                                                                     |                 |                                                                                        |                   |                   |          |
| 25 | 4  | Revancheurs 3 : Finisseurdemondes le retour Vindicators 3: The Return of Worldender | Bryan Newton    | Sarah Carbiener et Erica Rosbe                                                         | 13 août 2017      | 26 novembre 2017  | 2,66     |
| Sous la pression de Morty, Rick accepte de rencontrer les Revancheurs, un groupe de super-héros intergalactiques, pour combattre leur ennemi juré Finisseurdemondes. Rick ne peut cacher son mépris pour ces super-héros, tandis que Morty est ravi. Le lendemain matin, les Revancheurs pénètrent dans la base du Finisseurdemondes. Ils découvrent que Rick, ivre mort la nuit précédente, a tué leur ennemi et mis en place une série d'énigmes qu'ils doivent résoudre pour survivre. Ils commencent à se disputer et s'entretuer, tandis que Morty résout toutes les énigmes. Une fois toutes résolues, les seuls survivants sont Rick, Morty et Supernova, membre des Revancheurs. Supernova tente de tuer Rick et Morty. Avant qu'elle ne puisse le faire, ils sont tous trois transportés dans une fête organisée par Rick lorsqu'il était ivre et mort et elle en profite pour s'échapper. |    |                                                                                     |                 |                                                                                        |                   |                   |          |
| 26 | 5  | Tournez manège ! The Whirly Dirly Conspiracy                                        | Juan Meza-León  | Ryan Ridley                                                                            | 20 août 2017      | 3 décembre 2017   | 2,29     |
| À la demande de Morty, Rick emmène Jerry dans une aventure pour renforcer son estime de soi. Ils visitent un complexe hôtelier extraterrestre où Jerry rencontre Risotto Groupon, un extraterrestre qui accuse Rick d'avoir usurpé son royaume. Risotto enrôle Jerry dans un complot visant à tuer Rick, mais la tentative échoue et Rick en déduit l'implication de Jerry. S'ensuit un monologue de Rick où il accuse Jerry d'agir délibérément en impuissant pour culpabiliser les autres et les inciter à l'aider. Après avoir tué Risotto, Rick se calme envers Jerry, mais refuse de le laisser revenir dans la famille. Pendant ce temps, Ethan, le petit-ami de Summer, la quitte pour une petite-amie à la poitrine plus généreuse. Summer tente d'augmenter sa poitrine avec un appareil de Rick. Son objectif échoue et les tentatives de sa mère et elle de résoudre le problème ne font que la transformer en géante. Beth est piégée et libère trois minuscules techniciens de soutien piégés dans la machine. Summer disparaît au camping où elle était censée se rendre avec Ethan, toujours géante. Beth se libère et se réconcillie avec Summer. Une fois que Morty a compris le fonctionnement de la machine, il redonne sa taille normale à Summer et l'utilise pour déformer Ethan.                                                                                     |    |                                                                                     |                 |                                                                                        |                   |                   |          |
| 27 | 6  | Détente et Ricklaxation Rest and Ricklaxation                                       | Anthony Chun    | Tom Kauffman                                                                           | 27 août 2017      | 10 décembre 2017  | 2,47     |
| Après une aventure traumatisante de six jours, Rick et Morty décident de passer du temps dans un spa extraterrestre, où ils utilisent une machine qui supprime les traits de personnalité négatifs des gens. Cependant, à leur insu, ces traits se transforment en équivalents physiques toxiques, caractérisés par l'arrogance de Rick et le dégoût de soi de Morty. Le nouveau Rick devient plus attentionné, et la confiance du nouveau Morty s'exacerbe, lui permettant de fréquenter des filles. Jurant de se venger du nouveau Rick, le Rick toxique prend le Morty toxique, s'échappe de la machine et utilise une tour pour transformer la Terre entière en une version toxique d'elle-même. Le nouveau Rick inverse la situation en empoisonnant le Morty toxique déduisant à juste titre que le vrai Rick considérait sa compassion pour Morty comme une faiblesse, signifiant que le Rick toxique a hérité de ce trait. Ce dernier fusionne avec le nouveau Rick pour sauver le Morty toxique, ramenant ainsi le vrai Morty. Le nouveau Morty évite de fusionner avec son homologue toxique et poursuit sa vie comme agent de change à New York. Avec l'aide de Jessica, Rick le retrouve et rétablit l'ordre en réinjectant du Morty toxique dans le nouveau Morty. |    |                                                                                     |                 |                                                                                        |                   |                   |          |
| 28 | 7  | Contes de la Citadelle The Ricklantis Mixup                                         | Dominic Polcino | Ryan Ridley                                                                            | 10 septembre 2017 | 17 décembre 2017  | 2,38     |
| Pendant que Rick et Morty partent à l'aventure dans la cité perdue de l'Atlantide, l'épisode se concentre sur la Citadelle, une société secrète peuplée de multiples versions de Rick et Morty. Là un groupe de Morty se rend à un portail pour voir leurs vœux exaucés, Rick, un policier novice, collabore avec un Morty expérimenté pour démanteler des trafiquants de drogue, Rick, un ouvrier, se révolte dans une usine de gaufrettes où l'ingrédient clé est extrait d'un Rick brancé à une machine pour revivre ses meilleurs souvenirs, et une élection est organisée pour le nouveau président de la Citadelle. Bien que candidat surprise, le candidat du Parti Morty parvient à remporter la présidence. Lorsque son directeur de campagne apprend que le président est en fait le Morty Maléfique, vu dans l'épisode de la première saison, Rencontres du troisième Rick, il tente de l'assassiner, mais échoue. Une fois élu, le président ordonne l'exécution d'un conseil fantôme composé de plusieurs Rick et de toute personne qu'il considère comme une menace potentielle pour son règne. |    |                                                                                     |                 |                                                                                        |                   |                   |          |
| 29 | 8  | Les Souvenirs effacés de Morty Morty's Mind Blowers                                 | Bryan Newton    | Mike McMahan, James Siciliano, Ryan Ridley, Dan Guterman, Justin Roiland et Dan Harmon | 17 septembre 2017 | 24 décembre 2017  | 2,51     |
| Après que Morty a demandé l'effacement d'un souvenir traumatisant, Rick révèle une pièce où il stocke les souvenirs qu'il a effacés de l'esprit de Morty. Il s'avère qu'outre les souvenirs que Morty ne voulait pas garder de leurs aventures, la pièce contient également des souvenirs dans lesquels Rick est ridicule. Cette révélation déclenche une bagarre, au cours de laquelle Rick et Morty voient leurs souvenirs accidentellement effacés. Morty fouille les souvenirs autour de lui pour remplacer ceux qu'il a perdus, mais mécontent de la vérité qu'il découvre, il convainc Rick qu'ils devraient se suicider. Summer entre dans la pièce quelques instant avant l'événement fatidique. À ce moment-là, Rick avoue avoir un plan d'urgence si ceci devait arriver. Suivant des instructions écrites précises, Summer tranquillise Rick et Morty, leur redonne la mémoire et les emmène dans le salon. Ils se réveillent sur le canapé, persuadés d'avoir dormi pendant tout un épisode de la série Câble Interdimensionnel. |    |                                                                                     |                 |                                                                                        |                   |                   |          |
| 30 | 9  | La Belle et la Beth The ABC's of Beth                                               | Juan Meza-Leon  | Mike McMahan                                                                           | 24 septembre 2017 | 31 décembre 2017  | 2,49     |
| Rick et Beth pénètrent à Froopyland, un monde fantastique créé par Rick pour Beth quand elle était jeune. Leur objectif est de retrouver Tommy, l'ami d'enfance de Beth, piégé à Froopyland, pour empêcher l'exécution de son père, faussement accusé de l'avoir mangé. Tommy, qui a survécu toutes ces années en recourant à la bestialité, à l'inceste et au cannibalisme, refuse de retourner dans le monde réel. Rick et Beth parviennent à sauver la vie de son père en créant un clone de Tommy. De retour chez elle, Beth se voit proposer de se faire créer un clone de remplacement pour qu'elle puisse voyager librement à travers le monde. Pendant ce temps, Jerry sort avec une chasseuse d'extraterrestres nommée Kiara, au grand désespoir de Morty et Summer. Lorsqu'il décide de mettre fin à leur relation, Kiara, furieuse, tente de tuer les enfants qu'elle tient pour responsables. La situation se résout lorsqu'on découvre que Kiara utilisait Jerry pour oublier son ancien petit-ami, tout comme Jerry le faisait avec elle. |    |                                                                                     |                 |                                                                                        |                   |                   |          |
| 31 | 10 | Les Hommes-Morty du Rick-sident The Rickchurian Mortydate                           | Anthony Chun    | Dan Harmon                                                                             | 1er octobre 2017  | 7 janvier 2018    | 2,60     |
| Le Président fait appel à Rick et Morty pour vaincre un monstre qui se trouve dans les tunnels sous la Maison-Blanche, ce qu'ils font sans effort. Agacés par l'insistance du Président, ils rentrent chez eux pour jouer à Minecraft, ce que le Président découvre rapidement. La dispute qui s'ensuit dégénère en une bataille d'ego qui culmine avec une altercation à la Maison-Blanche entre Rick et la sécurité du Président. Pendant ce temps, craignant d'être un clone créé par Rick, Beth retrouve Jerry pour découvrir la vérité. Peu après, toute la famille se rassemble pour se cacher de Rick, mais il les retrouve. Rick finit par accepter que Jerry redevienne un membre de la famille. Rick met fin à son conflit avec le Président en se faisant passer pour Rick le Pêcheur, un Rick d'une autre réalité, et en concluant une trêve. L'épisode se termine sur une famille heureuse de se retrouver, à l'exception de Rick, déçu d'avoir perdu sa position dominante. |    |                                                                                     |                 |                                                                                        |                   |                   |          |

## Distribution et personnages

### Rôles principaux

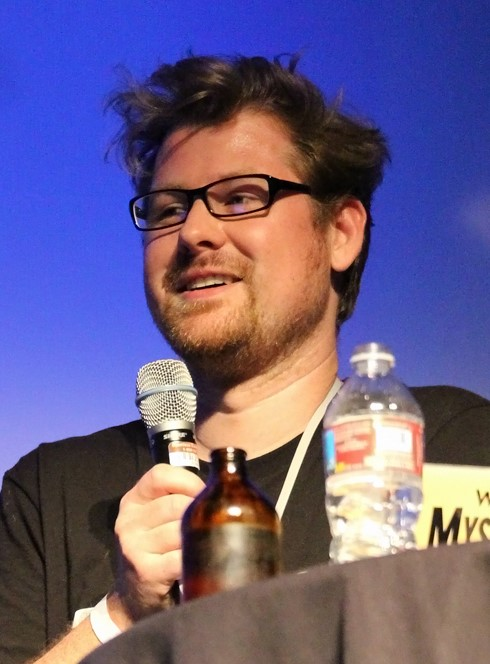
Le co-créateur de Rick et Morty, Justin Roiland, prête sa voix aux deux personnages principaux.

- Justin Roiland (VF : Alain Eloy et Thibaut Delmotte) : Rick Sanchez et Morty Smith, les deux personnages principaux. Rick est un savant fou excentrique alors que Morty est son petit-fils facilement paniqué[60].
- Chris Parnell (VF : David Manet) : Jerry Smith, le beau-fils de Rick et le père de Morty, une personne simple d'esprit et peu sûre d'elle, qui désapprouve l'influence de Rick sur sa famille[60].
- Spencer Grammer (VF : Ludivine Deworst) : Summer Smith, la petite-fille de Rick et la sœur de Morty, une adolescente conventionnelle qui se soucie d'améliorer son statut parmi ses pairs[60].
- Sarah Chalke (VF : Micheline Tziamalis) : Beth Smith, la fille de Rick et la mère de Morty, une personne plutôt pondérée, qui est insatisfaite de son mariage[60].

### Rôles récurrents et invités
- Kari Wahlgren :
  - Jessica, la camarade de classe et le béguin de Morty[61].
  - Le croiseur spatial de Rick, l'intelligence artificielle sensible qui gère le garage et le vaisseau de Rick[61].
- Nathan Fillion : Cornvelious Daniel, un agent de la Fédération Galactique[62].
- Tony Hale : Eli, le voisin de Summer dans une version post-apocalyptique de la Terre[63].
- Joel McHale (VF : Bruno Mullenaerts) : Hémorragie, le chef des Traqueurs de la Mort[63].
- Susan Sarandon : Dr Wong, la thérapeute de la famille[64].
- Danny Trejo (VF : Jean-Marc Delhausse) : Jaguar, un humain retenu en prison par des agents gouvernementaux étrangers[64].
- Peter Serafinowicz : Pavel Bartek, le directeur de l'agence gouvernementale étrangère[64].
- Christian Slater (VF : Pierre Lognay) : Vance Maximus, soldat des Revancheurs, un superhéros intergalactique[65].
- Gillian Jacobs : Supernova, une superhéroïne intergalactique[65].
- Logic : lui-même, chanteur à une fête[65].
- Lance Reddick : Alan Rails, un superhéros intergalactique[65].
- Thomas Middleditch (VF : Gauthier de Fauconval) : Tommy Lipkip, un ami d'enfance de Beth[66].
- Keith David : le Président des États-Unis[67].

### Autres membres de la distribution
Les autres membres de la distribution qui ont chacun donné voix à au moins un personnage au cours de cette saison, sont : Dan Harmon, Brandon Johnson, Tom Kenny, Maurice LaMarche, Nolan North, Cassie Steele, Laura Bailey, John DiMaggio, Ryan Ridley, Scott Chernoff, Dan Benson, Clancy Brown, Echo Kellum, Melique Berger, William Holmes, Tara Strong, Jeff Davis, Jonas Briedis, Phil Hendrie, Rob Paulsen, Alex Jayne Go, Jennifer Hale et Mariana Wise.

## Sorties sur les plates-formes et les supports matériels
La troisième saison de Rick et Morty est diffusée originellement les dimanches à 23 h 30 sur Adult Swim, le bloc de programmation nocturne de Cartoon Network destiné aux adultes. La chaîne offre une diffusion gratuite en ligne, en direct, des deux premiers épisodes de la saison, les autres épisodes nécessitant un abonnement au câble pour les regarder en ligne pendant leur diffusion. Après la fin de la diffusion de la troisième saison, Adult Swim propose un marathon en direct de Rick et Morty, disponible, pour certaines régions, sur le site web officiel de la chaîne, afin de dissuader les spectateurs d'aller voir d'autres diffusions en ligne illégales.
Une semaine après leur diffusion originale, les épisodes sont disponibles sur Netflix dans plusieurs pays en dehors des États-Unis,. La saison est ajoutée à la plate-forme Hulu le 23 juin 2018, cet ajout suivant un calendrier similaire aux deux saisons précédentes pour ce service. Une version non-censurée de la saison est également disponible à l'achat sur plusieurs plates-formes digitales comme iTunes, Amazon Prime ou Microsoft Store,,. La version numérique comprend des commentaires sur chaque épisode et sept autres courtes vidéos mettant en vedette les co-créateurs Dan Harmon et Justin Roiland.
La saison sort en DVD et Blu-ray le 15 mai 2018, avec des contenus inédits : des commentaires et des animatiques pour chaque épisode, les origines de Rick et Morty, une vidéo À l'intérieur d'un épisode et une vidéo À l'intérieur de la cabine d'enregistrement. La vedette de Game of Thrones Peter Dinklage et les show runners David Benioff et D. B. Weiss enregistrent un commentaire audio pour l'épisode Rick-ornichon. Les autres célébrités invitées à réaliser un commentaire comprennent Marilyn Manson, Courtney Love, Russell Brand et le gagnant de la campagne de financement participatif lancée par Justin Roiland et Dan Harmon afin de supporter Planned Parenthood,. Dans sa critique du Blu-ray pour Forbes, Luke Y. Thompson le décrit comme « un ensemble complet qui semble avoir couvert tous les angles et qui offrira des heures de plaisir même aux fans qui ont déjà regardé chaque épisode plusieurs fois ».